# Media Termination Points
Media Termination Points (MTP) je technologie společnosti Cisco Systems. Rozšiřuje základní služby IP telefonie, jako je přidržení hovoru, přepojení hovoru, zaparkování hovoru a konference. Jde o software, který dovoluje CUCM (Cisco Unified CallManager) přenášet hovory, které jsou směrované přes Session Initiation Protocol (SIP) nebo H.323 koncová zařízení nebo brány.